# Star Wars: Klonové války (seriál)
Star Wars: Klonové války (v anglickém originále Star Wars: The Clone Wars) je americký animovaný sci-fi seriál, navazující na stejnojmenný animovaný film. Premiérově vysílán byl v letech 2008–2020. Do roku 2013 byl vysílán na stanici Cartoon Network a předposlední sérii vydal v roce 2014 Netflix. Po šestileté odmlce se v roce 2020, na Disney+ odvysílala i finální sedmá série která příběh uzavírá. Seriál má stejně jako film vyjasnit některé události Klonových válek, které se udály v tříleté mezeře mezi filmy Star Wars: Epizoda II – Klony útočí a Star Wars: Epizoda III – Pomsta Sithů.
Seriál má diváka ještě podrobněji sblížit s klony, kteří mají svá vlastní jména a povahu. Kromě klonů je taky zaměřen na mnohé neznámé rytíře Jedi, jejich Padawany a nepřátele.

## Klíčové postavy
- Ahsoka Tano
- Anakin Skywalker
- Obi-Wan Kenobi
- Mace Windu
- Yoda
- Padmé Amidala
- Bail Organa
- Kapitán Rex
- Komandér Cody
- R2-D2
- C-3PO
- Generál Grievous
- Asajj Ventress
- hrabě Dooku
- Palpatine
- Darth Maul
- Savage Opress
- Cad Bane

## Obsazení
| Postava                                   | Originální dabing      | Český dabing                                                                                                 |
| ----------------------------------------- | ---------------------- | --- |
| Anakin Skywalker                          | Matt Lanter            | Bohumil Švarc mladší                                                                                         |
| Ahsoka Tano                               | Ashley Eckstein        | Anežka Pohorská (1. série (DVD), 6. série) / Sára Nygrýnová (1. série (Disney/HBO), 2-5.,7. série)           |
| Obi-Wan Kenobi                            | James Arnold Taylor    | Jan Vondráček (1. série (DVD)) / Václav Rašilov (1. série (Disney/HBO), 2-6. série) / Saša Rašilov (7.série) |
| Palpatine                                 | Ian Abercrombie        | Jiří Plachý                                                                                                  |
| Hrabě Dooku                               | Corey Burton           | Bohumil Švarc (1. série (DVD) / Miloslav Mejzlík (1. série (Disney/HBO), 2-6. série)                         |
| Klonoví vojáci, kapitán Rex, velitel Cody | Dee Bradley Baker      | Jan Šťastný                                                                                                  |
| C-3PO                                     | Anthony Daniels        | Tomáš Juřička                                                                                                |
| Yoda                                      | Tom Kane               | Bohuslav Kalva (1-5.,7. série) / Václav Knop (6. série)                                                      |
| Asajj Ventress                            | Nika Futterman         | Martina Menšíková (1. série (DVD)) / Nina Horáková (1. série (Disney/HBO), 2-5. série)                       |
| Padmé Amidala                             | Catherine Taber        | Jitka Moučková                                                                                               |
| Jar Jar Binks                             | Ahmed Best             | Libor Hruška                                                                                                 |
| Generál Grievous                          | Matthew Wood           | Jaroslav Kaňkovský (1. série (DVD)) / Rudolf Kubík (1. série (Disney/HBO), 2-5. série)                       |
| Mace Windu                                | Terrence 'T.C.' Carson | Pavel Rímský                                                                                                 |
| Aayla Secura                              | Jennifer Hale          | Sabina Laurinová                                                                                             |
| Darth Maul                                | Sam Witwer             | Marek Holý (4.-5. série) / Jiří Dvořák (7. série)                                                            |
| Pre Vizsla                                | Jon Favreau            | Mojmír Maděrič                                                                                               |
| Droidi                                    | Matthew Wood           | Filip Švarc                                                                                                  |
| Plo Koon                                  | James Arnold Taylor    | Petr Pelzer (1. série (DVD))/Petr Pospíchal (1. (Disney/HBO) -6. série)                                      |
| Admirál Yularen                           | Tom Kane               | Jiří Schwarz                                                                                                 |
| Nute Gunray                               | Tom Kenny              | Petr Oliva (1. série(DVD))/Marcel Vašinka (1. série (Disney/HBO), 2. série)                                  |
| Hondo Ohnaka                              | Jim Cummings           | Zdeněk Maryška                                                                                               |
| Kit Fisto                                 | Phil LaMarr            | Petr Gelnar (1. série) / Robert Hájek (4. série)                                                             |
| Riyo Chuchi                               | Jennifer Hale          | Anežka Saicová                                                                                               |
| Sy Snootles                               | Nika Futterman         | Anežka Saicová                                                                                               |
| Vypravěč                                  | Tom Kane               | Zbyšek Horák                                                                                                 |

První řadu seriálu překládal pro český dabing Petr Finkous a Silvie Šustová. Druhou až šestou řadu seriálu překládal pro český dabing Vojtěch Kostiha. Sedmou řadu seriálu překládal Pavel Klimeš. První až šestou řadu režíroval český dabing Jiří Balcárek. Sedmou řadu režíroval Štěpán Krtička.

## Vysílání
| Řada | Díly | Premiéra v USA | Premiéra v USA  | Stanice v USA   | Premiéra v ČR               | Premiéra v ČR               |
| Řada | Díly | První díl      | Poslední díl    | Stanice v USA   | První díl                   | Poslední díl                |
| ---- | ---- | -------------- | --------------- | --------------- | --------------------------- | --------------------------- |
| 1    | 22   | 3. října 2008  | 20. března 2009 | Cartoon Network | 8. prosince 2010 (na DVD)   | 8. prosince 2010 (na DVD)   |
| 2    | 22   | 2. října 2009  | 30. dubna 2010  | Cartoon Network | 1. května 2020 (na HBO GO)  | 1. května 2020 (na HBO GO)  |
| 3    | 22   | 17. září 2010  | 1. dubna 2011   | Cartoon Network | 8. května 2020 (na HBO GO)  | 8. května 2020 (na HBO GO)  |
| 4    | 22   | 16. září 2011  | 16. března 2012 | Cartoon Network | 15. května 2020 (na HBO GO) | 15. května 2020 (na HBO GO) |
| 5    | 20   | 29. září 2012  | 2. března 2013  | Cartoon Network | 22. května 2020 (na HBO GO) | 22. května 2020 (na HBO GO) |
| 6    | 13   | 15. února 2014 | 7. března 2014  | Netflix         | 5. prosince 2015 (na AXN)   | 23. ledna 2016 (na AXN)     |
| 7    | 12   | 21. února 2020 | 4. května 2020  | Disney+         | 2022 (na Disney+)           | 2022 (na Disney+)           |